# Adressbereich (Elektronik)
Der Adressbereich ist der mögliche zu adressierende Speicherbereich eines integrierten Schaltkreises (ICs).

## Adressbereich in RAM-Chips
Die Adressierung ist mit dem Adressbus möglich, dieser besteht aus einer bestimmten Anzahl von Pins (Anschlüssen). Diese können entweder auf „High“ oder „Low“ gesetzt werden (festgelegte Spannungswerte, die '1' oder '0' bedeuten; beispielsweise bei TTL-ICs 5 V und 0 V).
Daher ergeben sich für jeden Pin zwei Möglichkeiten. So ergeben sich für n Pins 2n Möglichkeiten.
Anhand eines Beispiels lässt sich dies genauer verdeutlichen:
Der RAM-Chip 51256 ist ein 32Ki * 8bit statisches RAM.
32Ki bedeutet, dass 32.768 verschiedene Adressen möglich sind. Der Chip besitzt für jede Adresse eine Speicherstellen zu je 8 Bit. (Die Speicherstellen andere Chips haben mitunter andere Größen, z. B. nur 4 Bit/Speicherzelle, oder jede Speicherzelle ist 32 Bit groß.)
Aus der Anzahl möglicher Adressen lässt sich mit der obigen Formel (2n) auf eine Pin-Anzahl von 15 schließen.
Daher ergibt sich ein Adressbereich für 15 Pins von 0 bis 32.767 bzw. in Dualschreibweise:
von 000.0000.0000.0000 bis 111.1111.1111.1111.

## Adressbereich in Mikrocontroller
Beispiel: Ein 8051-Mikrocontroller hat einen internen 64k-Datenspeicher; dort werden 16 Pins benötigt (die aber nur intern zugänglich sind); somit besitzt sein Datenspeicher einen Adressbereich von 0 bis 65535.
Der interne Programmspeicher hat einen Adressbereich von 0000H bis 0FFFH (siehe: Hexadezimalsystem); das sind 12 Bit bzw. Pins für die Adressierung in seinem Programmspeicher.